# Балалык-тепе
Балалык-тепе — развалины древнего и самого известного из найденных чаганианских замков. Замок расположен в 13 км к северу от средневекового Термеза.
Этот небольшой замок был построен сравнительно рано, в V—VI веках, но позже радикально перестроен вплоть до изменения его классификационного типа. Поднятый на пахсовый пьедесталь-стилобат 6-метровой высоты, он стоял одиноко, — по соседству нет следов ни внешних оборонительных стен, ни сельского поселения. Единственный небольшой холм рядом с руинами замка заключал в себе остатки входной башни, с которой перебрасывался съёмный мост ко входу в здание.
Элементарная плановая структура, прямые аналогии которой представлены античными зданиями, отвечала, по предположениям археологов, требованиям обороны. Узкие и высокие сводчатые комнаты не были дифференцированы по назначению, несмотря на то что отмечались размерами. В здании отсутствовали приёмные и парадные помещения, необходимые для сословно-ритуальных и религиозных церемоний. По данным специалистов, эти явные функциональные недостатки вызвали радикальную перестройку замка, — исследователи полагают, что это произошло в конце V или начале VI века. Так на месте двора возникла группа больших украшенных помещений, чьи плоские кровли поднимались, как полагали специалисты, над кровлями сводчатой обстройки.
Замок, сменивший типологическую принадлежность и этим показавший преимущества по сравнению с архаическим типом, ещё в начале VII века был покинут владельцами по причине сгорания. С начала VIII века Балалык-тепе приходит в запустение и разрушается.

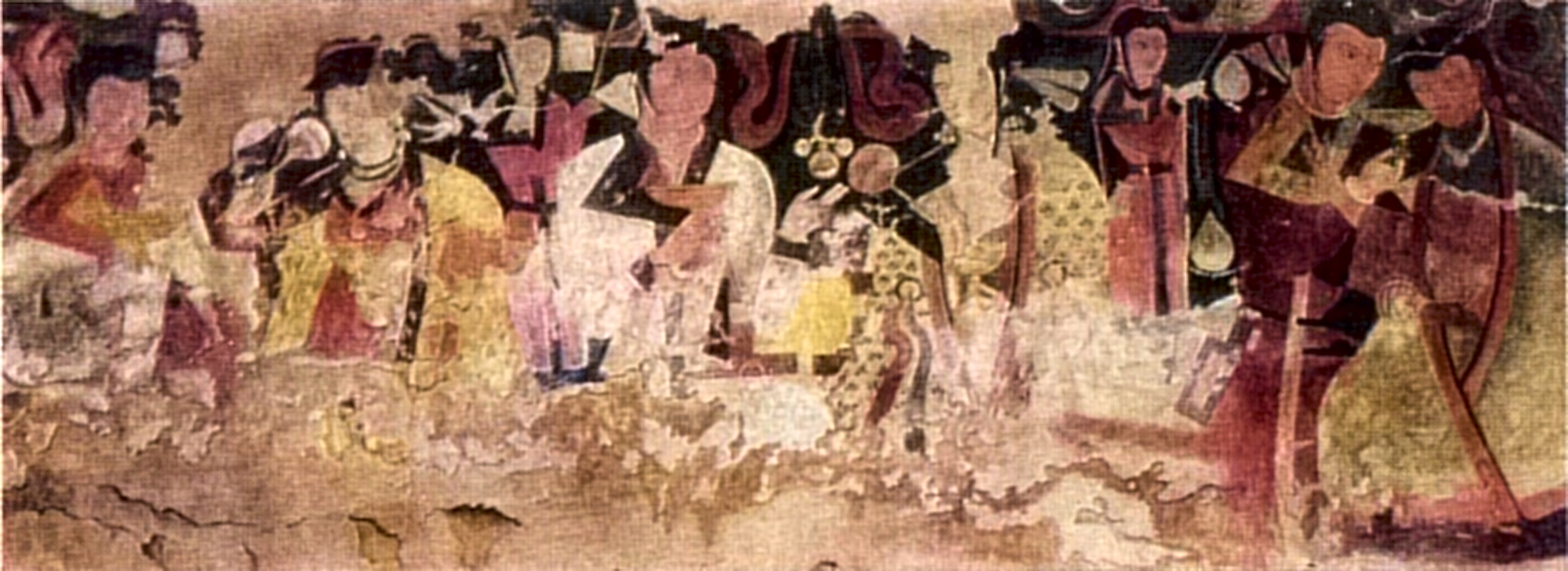
Фреска Балалык-тепе